# Kalmosaari (ö i Kuhmo, Kälkänen)
Kalmosaari är en liten en ö i Kuhmo kommun i Finland. Ordet kalmosaari hänvisar antagligen att ön har varit begravningsplats. Ön ligger i sjön Kälkänen och i kommunen Kuhmo i Kälkänensjö i den ekonomiska regionen  Kehys-Kainuu och landskapet Kajanaland, i den östra delen av landet, 500 km nordost om huvudstaden Helsingfors. Öns area är 0,4 hektar och dess största längd är 80 meter i sydöst-nordvästlig riktning.  Ön ligger i sjön Kälkänen och i kommunen Kuhmo i sjön Kälkänen.